# KinKi Kids Concert 2022-2023 24451〜The Story of Us〜
『KinKi Kids Concert 2022-2023 24451〜The Story of Us〜』（キンキキッズ コンサート 2022-2023 ザ・ストーリー・オブ・アス）は、KinKi Kidsのライブビデオ。2023年7月21日にジャニーズ・エンタテイメント・レコードから発売。

## 概要
2023年1月1日と2日に行われたコンサートツアー『KinKi Kids Concert 2022-2023 24451〜The Story of Us〜』の模様を収録。デビュー曲「硝子の少年」から最新シングル「The Story of Us」まで、この25年間を彩り続けたヒットソングを中心に開催されたコンサートの、京セラドーム公演2日間の模様を織り交ぜながら、ライブ全編が完全収録されている。

## 仕様・特典
初回限定盤
- DVD盤、Blu-ray盤共に4枚組
- 特典映像として、2022年夏に行われたイベント「24451〜君と僕の声〜」 のライブ本編（東京ドーム公演）に加え、大阪・東京公演のMCをまとめたMC Collectionを収録
- LPサイズプレミアムパッケージ
- 36Pブックレット

通常盤
- DVD盤、Blu-ray盤共に2枚組
- 特典映像として「24451〜The Story of Us〜」東京・大阪公演のMCをまとめたMC Collectionを収録。
- 折りポスター封入

先着購入特典
いずれもDVD盤・Blu-ray盤共通デザイン
- 初回盤：24451 オリジナル 缶バッチ
- 通常盤：24451 オリジナル クリアファイル（A4サイズ）

## 収録内容
- DVD、Blu-ray盤の各ディスクの内容は同一。

### Disc1
約117分収録。
1. The Story of Us
2. 硝子の少年
3. スワンソング
4. 愛のかたまり
5. 薄荷キャンディー
6. (MC)
7. (INTER)
8. 欲望のレイン
9. Time
10. lOve in the Ø
11. (MC)
12. Harmony of December
13. 銀色 暗号
14. 高純度romance
15. KANZAI BOYA
16. KinKi Kids forever
17. (MC)
18. Happy Happy Greeting

### Disc2
初回盤：約49分収録、通常盤：約92分収録。
1. 薔薇と太陽
2. Secret Code
3. Kissからはじまるミステリー
4. 愛されるより 愛したい
5. 雨のMelody
6. Anniversary
7. Amazing Love
8. 〈ENCORE〉
9. 〈INTER〉
10. フラワー

《SPECIAL REEL》24451〜The Story of Us〜 MC Collection（通常盤のみ）

### Disc3 （初回限定盤）
《SPECIAL REEL》『24451〜君と僕の声〜』
約149分収録。
1. OVERTURE
2. FRIENDS
3. Kissからはじまるミステリー
4. 硝子の少年
5. ジェットコースター・ロマンス
6. (MC)
7. Midnight Rain
8. (MC)
9. たよりにしてまっせ
10. Hey! みんな元気かい?
11. (MC)
12. ボクの背中には羽根がある
13. 薄荷キャンディー
14. (MC)
15. 薔薇と太陽
16. (MC)
17. 全部だきしめて
18. 好きになってく 愛してく
19. 恋涙
20. 愛のかたまり
21. このまま手をつないで
22. (MC)
23. Anniversary
24. (MC)
25. Amazing Love

### Disc4 （初回限定盤）
《SPECIAL REEL》24451〜君と僕の声〜 MC Collection
約51分収録。

## チャート成績
DVD：2.6万枚、BD：7.3万枚を売り上げ、2023年7月26日付の「オリコン週間DVDランキング」および「オリコン週間BDランキング」、音楽作品のDVDとBDを合計した「オリコン週間ミュージックDVD・BDランキング」で初登場1位を獲得した。映像3部門での同時1位は9作連続・通算9作目。